# Tale e quale show - Il torneo (quarta edizione)
La quarta edizione del talent show Tale e quale show - Il torneo (spin-off di Tale e quale show) è andata in onda dal 30 ottobre fino al 20 novembre 2015 su Rai 1, in alta definizione su Rai HD e in replica su Rai Premium per 4 puntate in prima serata sempre con la conduzione di Carlo Conti.
L'edizione è stata vinta da Valerio Scanu.

## Il programma
Questo spin-off ha previsto una gara fra dodici VIP, i primi tre classificati della Categoria Uomini e le prime tre classificate della Categoria Donne della quarta edizione del programma e i primi tre classificati della Categoria Uomini e le prime tre classificate della Categoria Donne della quinta edizione del programma.
Così come nella quinta edizione, anche in questo torneo la giuria è formata, oltre che da Proietti, Goggi e Lippi, da un quarto giudice a rotazione, diverso di puntata in puntata.

## Cast

### Concorrenti

#### Uomini
| Concorrente         | Edizione di provenienza | Posizione |
| ------------------- | ----------------------- | --------- |
| Matteo Becucci      | 4ª edizione (2014)      | 3º posto  |
| Francesco Cicchella | 5ª edizione (2015)      | 1º posto  |
| Max Giusti          | 5ª edizione (2015)      | 5º posto  |
| Alessandro Greco    | 4ª edizione (2014)      | 5º posto  |
| Massimo Lopez       | 5ª edizione (2015)      | 2º posto  |
| Valerio Scanu       | 4ª edizione (2014)      | 2º posto  |

#### Donne
| Concorrente       | Edizione di provenienza | Posizione |
| ----------------- | ----------------------- | --------- |
| Rita Forte        | 4ª edizione (2014)      | 6º posto  |
| Roberta Giarrusso | 4ª edizione (2014)      | 4º posto  |
| Bianca Guaccero   | 5ª edizione (2015)      | 4º posto  |
| Karima            | 5ª edizione (2015)      | 6º posto  |
| Giulia Luzi       | 5ª edizione (2015)      | 3º posto  |
| Serena Rossi      | 4ª edizione (2014)      | 1º posto  |

#### Fuori gara
- Gabriele Cirilli

### Giudici
La giuria è composta da:
- Loretta Goggi
- Gigi Proietti
- Claudio Lippi

### Coach
Coach dei concorrenti vip sono:
- Maria Grazia Fontana: vocal coach
- Pinuccio Pirazzoli: maestro d'orchestra
- Emanuela Aureli: imitatrice
- Fabrizio Mainini: coreografo
- Daniela Loi: vocal coach
- Silvio Pozzoli: vocal coach

## Puntate

### Prima puntata
La prima puntata è andata in onda il 30 ottobre 2015 e ha visto la vittoria di Francesco Cicchella nei panni di Bruno Mars.
| Ordine | Canzone e cantante imitato                                         | Concorrente         | Punteggio | Proietti | Goggi | Lippi | Facchinetti | Concorrenti |
| ------ | ------------------------------------------------------------------ | ------------------- | --------- | -------- | ----- | ----- | ----------- | ----------- |
| 3      | Uptown Funk - Bruno Mars                                           | Francesco Cicchella | 78        | 16       | 16    | 16    | 15          | 15          |
| 7      | Everything - Michael Bublé                                         | Matteo Becucci      | 55        | 14       | 15    | 13    | 13          | -           |
| 1      | Che giorno è - Marco Masini                                        | Alessandro Greco    | 55        | 7        | 10    | 15    | 8           | 15          |
| 6      | Almeno tu nell'universo - Mia Martini                              | Serena Rossi        | 54        | 11       | 8     | 10    | 10          | 15          |
| 2      | Io e te (da soli) - Mina                                           | Bianca Guaccero     | 52        | 13       | 7     | 11    | 16          | 5           |
| 8      | Oro - Mango                                                        | Valerio Scanu       | 51        | 12       | 13    | 12    | 14          | -           |
| 10     | Baby Can I Hold You - Tracy Chapman                                | Giulia Luzi         | 47        | 15       | 12    | 8     | 7           | 5           |
| 5      | Candyman - Christina Aguilera                                      | Roberta Giarrusso   | 45        | 8        | 14    | 14    | 9           | -           |
| 12     | I'm Outta Love - Anastacia                                         | Rita Forte          | 44        | 9        | 9     | 9     | 12          | 5           |
| 9      | Non ti scordar mai di me - Giusy Ferreri                           | Karima              | 34        | 5        | 11    | 7     | 11          | -           |
| 11     | Un grande amore e niente più e St. Tropez Twist - Peppino di Capri | Massimo Lopez       | 27        | 10       | 6     | 6     | 5           | -           |
| 4      | Mille giorni di te e di me - Claudio Baglioni                      | Max Giusti          | 22        | 6        | 5     | 5     | 6           | -           |

Giudice ospite: Francesco Facchinetti

Ospiti: I Cugini di Campagna

Mission Impossible: Gabriele Cirilli e I Cugini di Campagna hanno interpretato Anima mia.

### Seconda puntata
La seconda puntata è andata in onda il 6 novembre 2015 e ha visto la vittoria di Valerio Scanu nei panni di Conchita Wurst.
| Ordine | Canzone e cantante imitato                           | Concorrente         | Punteggio | Proietti | Goggi | Lippi | Gassmann e Cortellesi | Concorrenti |
| ------ | ---------------------------------------------------- | ------------------- | --------- | -------- | ----- | ----- | --------------------- | ----------- |
| 4      | Rise Like a Phoenix - Conchita Wurst                 | Valerio Scanu       | 73        | 15       | 16    | 15    | 12                    | 15          |
| 12     | Se tu non torni - Miguel Bosé                        | Massimo Lopez       | 71        | 14       | 15    | 13    | 14                    | 15          |
| 8      | Kiss - Prince                                        | Karima              | 60        | 12       | 12    | 12    | 9                     | 15          |
| 7      | Sono già solo - Kekko dei Moda'                      | Francesco Cicchella | 58        | 13       | 13    | 16    | 16                    | -           |
| 9      | Una finestra tra le stelle - Annalisa                | Giulia Luzi         | 56        | 16       | 9     | 11    | 10                    | 10          |
| 1      | Come si cambia - Fiorella Mannoia                    | Rita Forte          | 48        | 11       | 10    | 14    | 13                    | -           |
| 2      | Skyfall - Adele                                      | Serena Rossi        | 48        | 9        | 14    | 10    | 15                    | -           |
| 10     | Ci vuole orecchio e Messico e nuvole - Enzo Jannacci | Matteo Becucci      | 36        | 5        | 11    | 9     | 11                    | -           |
| 6      | Hot Stuff - Donna Summer                             | Roberta Giarrusso   | 33        | 10       | 7     | 8     | 8                     | -           |
| 11     | Never Gonna Give You Up - Rick Astley                | Alessandro Greco    | 32        | 7        | 8     | 7     | 5                     | 5           |
| 5      | O' surdato 'nnammurato - Anna Magnani                | Bianca Guaccero     | 26        | 8        | 6     | 6     | 6                     | -           |
| 3      | Tu e Nell'aria c'è - Umberto Tozzi                   | Max Giusti          | 23        | 6        | 5     | 5     | 7                     | -           |

Giudici ospiti: Alessandro Gassmann e Paola Cortellesi

Ospiti: Umberto Tozzi 

Mission Impossible: Gabriele Cirilli ha interpretato The Buggles in Video Killed the Radio Stars assieme al maestro Pinuccio Pirazzoli e due donne membri del pubblico.

### Terza puntata
La terza puntata è andata in onda l'11 novembre 2015 e ha visto la vittoria di Bianca Guaccero nei panni di Noemi.
| Ordine | Canzone e cantante imitato          | Concorrente         | Punteggio | Proietti | Goggi | Lippi | Savino | Concorrenti |
| ------ | ----------------------------------- | ------------------- | --------- | -------- | ----- | ----- | ------ | ----------- |
| 3      | Sono solo parole - Noemi            | Bianca Guaccero     | 77        | 15       | 15    | 16    | 16     | 15          |
| 10     | Whenever, Wherever - Shakira        | Francesco Cicchella | 73        | 16       | 16    | 15    | 11     | 15          |
| 11     | Cambiare - Alex Baroni              | Valerio Scanu       | 52        | 13       | 13    | 14    | 12     | -           |
| 1      | Barbera e champagne - Giorgio Gaber | Massimo Lopez       | 51        | 10       | 14    | 13    | 14     | -           |
| 6      | One - Bono degli u2                 | Max Giusti          | 49        | 8        | 12    | 9     | 15     | 5           |
| 5      | Io domani - Marcella Bella          | Serena Rossi        | 49        | 12       | 10    | 12    | 10     | 5           |
| 8      | Goldfinger - Shirley Bassey         | Rita Forte          | 47        | 14       | 9     | 10    | 9      | 5           |
| 9      | Fiore di maggio - Fabio Concato     | Alessandro Greco    | 47        | 7        | 11    | 11    | 13     | 5           |
| 4      | Toxic - Britney Spears              | Giulia Luzi         | 44        | 11       | 7     | 8     | 8      | 10          |
| 2      | No One - Alicia Keys                | Karima              | 28        | 9        | 6     | 6     | 7      | -           |
| 12     | Per Elisa - Alice                   | Roberta Giarrusso   | 27        | 6        | 8     | 7     | 6      | -           |
| 7      | Sotto casa - Max Gazzè              | Matteo Becucci      | 20        | 5        | 5     | 5     | 5      | -           |

Giudice ospite: Nicola Savino

Ospiti: Paolo Conticini, Enzo Salvi, Biagio Izzo e Massimo Boldi

Mission Impossible: Gabriele Cirilli ha interpretato i Pooh con Paolo Conticini, Enzo Salvi, Biagio Izzo e Massimo Boldi in Pensiero e Piccola Katy.

### Quarta puntata
La quarta ed ultima puntata è andata in onda il 20 novembre 2015 e ha visto la vittoria di Valerio Scanu nei panni di Luciano Pavarotti.
| Ordine | Canzone e cantante imitato                       | Concorrente         | Punteggio | Proietti | Goggi | Lippi | Panariello | Concorrenti |
| ------ | ------------------------------------------------ | ------------------- | --------- | -------- | ----- | ----- | ---------- | ----------- |
| 6      | Nessun dorma - Luciano Pavarotti                 | Valerio Scanu       | 73        | 9        | 14    | 15    | 15         | 20          |
| 9      | My Way - Frank Sinatra                           | Massimo Lopez       | 68        | 16       | 16    | 12    | 14         | 10          |
| 4      | All by Myself - Céline Dion                      | Serena Rossi        | 57        | 10       | 13    | 13    | 16         | 5           |
| 3      | Quanti amori - Gigi D'Alessio                    | Francesco Cicchella | 53        | 14       | 12    | 7     | 10         | 10          |
| 8      | Dio è morto - Francesco Guccini                  | Max Giusti          | 53        | 13       | 15    | 16    | 9          | -           |
| 2      | Hero - Mariah Carey                              | Giulia Luzi         | 48        | 12       | 11    | 14    | 6          | 5           |
| 7      | That's What Friends Are For - Dionne Warwick     | Karima              | 47        | 8        | 7     | 11    | 11         | 10          |
| 12     | You'll Follow Me Down - Skin degli Skunk Anansie | Roberta Giarrusso   | 44        | 15       | 8     | 8     | 13         | -           |
| 5      | New York New York - Liza Minnelli                | Bianca Guaccero     | 42        | 11       | 9     | 10    | 12         | -           |
| 1      | Riderà - Little Tony                             | Alessandro Greco    | 34        | 7        | 10    | 9     | 8          | -           |
| 11     | Careless Whisper - George Michael                | Matteo Becucci      | 25        | 6        | 6     | 6     | 7          | -           |
| 10     | Cuore - Rita Pavone                              | Rita Forte          | 20        | 5        | 5     | 5     | 5          | -           |

Giudice ospite: Giorgio Panariello

Ospiti: Orietta Berti

Mission Impossible: Gabriele Cirilli ha interpretato Orietta Berti duettando con l'originale.
Curiosità:
- Bianca Guaccero aveva già interpretato New York, New York nel 2013 in occasione di Una notte per Caruso, con la differenza che in quell'occasione non era truccata da Liza Minnelli. Inoltre, sarebbe la seconda volta che interpreta Liza Minnelli a Tale e quale show, perché l'aveva interpretata come interprete guest nella puntata del 28 settembre 2012.
- Massimo Lopez, che ha interpretato Frank Sinatra, non lo ha interpretato a caso. Come ha affermato egli stesso, lo ha imitato per la prima volta nel 2000, a tal punto da definirlo un suo cavallo di battaglia.
- Durante l'ultima puntata, e per tutta l'intera edizione del torneo, è stato lanciato Tale e quale Pop, dove i telespettatori da casa potevano inviare delle loro imitazioni realizzando dei video, e nell'ultima puntata si è esibito Gabriele Lanzafame che, scelto tra i ragazzi del web, ha imitato Ligabue cantando Una vita da mediano.

## Cinque punti dei concorrenti
| Puntata | Becucci   | Cicchella | Forte     | Giarrusso | Giusti    | Greco    | Guaccero | Karima    | Lopez | Luzi     | Rossi | Scanu  |
| ------- | --------- | --------- | --------- | --------- | --------- | -------- | -------- | --------- | ----- | -------- | ----- | ------ |
| 1       | Greco     | Greco     | Cicchella | Rossi     | Cicchella | Guaccero | Greco    | Cicchella | Forte | Rossi    | Luzi  | Rossi  |
| 2       | Lopez     | Luzi      | Lopez     | Scanu     | Karima    | Luzi     | Karima   | Lopez     | Greco | Scanu    | Scanu | Karima |
| 3       | Guaccero  | Giusti    | Greco     | Cicchella | Cicchella | Guaccero | Forte    | Cicchella | Luzi  | Guaccero | Luzi  | Rossi  |
| 4       | Cicchella | Lopez     | Karima    | Cicchella | Lopez     | Karima   | Scanu    | Scanu     | Scanu | Rossi    | Scanu | Luzi   |

## Classifiche

### Classifica generale
| Posizione | Concorrente         | Punti |
| --------- | ------------------- | ----- |
| 1°        | Francesco Cicchella | 262   |
| 2°        | Valerio Scanu       | 249   |
| 3°        | Massimo Lopez       | 217   |
| 4°        | Serena Rossi        | 208   |
| 5°        | Bianca Guaccero     | 197   |
| 6°        | Giulia Luzi         | 195   |
| 7°        | Karima              | 169   |
| 8°        | Alessandro Greco    | 168   |
| 9°        | Rita Forte          | 159   |
| 10°       | Roberta Giarrusso   | 149   |
| 11°       | Max Giusti          | 147   |
| 12°       | Matteo Becucci      | 136   |

### Classifica finale
La classifica finale è stata realizzata sommando ai voti della giuria il televoto con valore del 60% sul totale.
| Posizione | Concorrente         | Giuria | Televoto | Finale |
| --------- | ------------------- | ------ | -------- | ------ |
| 1         | Valerio Scanu       | 11,04% | 34,74%   | 25,26% |
| 2         | Francesco Cicchella | 11,61% | 33,71%   | 24,87% |
| 3         | Serena Rossi        | 9,22%  | 8,89%    | 9,08%  |
| 4         | Bianca Guaccero     | 8,73%  | 5,89%    | 7,03%  |
| 5         | Massimo Lopez       | 9,62%  | 3,27%    | 5,81%  |
| 6         | Giulia Luzi         | 8,64%  | 3,01%    | 5,26%  |
| 7         | Alessandro Greco    | 7,45%  | 2,96%    | 4,75%  |
| 8         | Karima              | 7,49%  | 1,73%    | 4,03%  |
| 9         | Matteo Becucci      | 6,03%  | 1,98%    | 3,60%  |
| 10        | Max Giusti          | 6,52%  | 1,44%    | 3,47%  |
| 11        | Rita Forte          | 7,05%  | 1,01%    | 3,43%  |
| 12        | Roberta Giarrusso   | 6,60%  | 1,27%    | 3,40%  |

## Le "Mission Impossible" di Gabriele Cirilli
Proseguendo con lo schema della quinta edizione del programma principale, conclusasi la settimana precedente, Gabriele Cirilli si esibisce anch'egli settimanalmente, senza gareggiare con gli altri concorrenti.
| Puntata | Esibizione                                                                                           | Accompagnatore                                           | Esito | Note |
| ------- | --- | -------------------------------------------------------- | ----- | --- |
| 1       | Anima mia - I Cugini di Campagna                                                                     | I Cugini di Campagna                                     |       | Gabriele Cirilli si è esibito interpretando dal vivo Nick Luciani (storica voce del gruppo dal 1994 al 2015): così come era accaduto per i Ricchi e Poveri, è stato accompagnato dai veri Cugini di Campagna nella loro formazione con Daniel Colangeli come voce.          |
| 2       | Video Killed the Radio Stars - The Buggles                                                           | Pinuccio Pirazzoli e due donne membri del pubblico       |       | Gabriele Cirilli si è esibito interpretando dal vivo il cantante Trevor Horn, accompagnato dal maestro Pinuccio Pirazzoli nei panni del tastierista Geoff Downes e due donne facenti parte del pubblico, nei panni delle due coriste Debi Doss e Linda Jardim.              |
| 3       | Pensiero e Piccola Katy - Pooh                                                                       | Massimo Boldi, Biagio Izzo, Enzo Salvi e Paolo Conticini |       | Gabriele Cirilli si è esibito interpretando dal vivo Riccardo Fogli, mentre gli altri quattro componenti sono stati interpretati dal vivo da Massimo Boldi (Stefano D'Orazio), Biagio Izzo (Dodi Battaglia), Enzo Salvi (Red Canzian) e Paolo Conticini (Roby Facchinetti). |
| 4       | Tu sei quello, Via dei ciclamini, Io ti darò di più, Tipitipiti e Finché la barca va - Orietta Berti | Orietta Berti                                            |       | Gabriele Cirilli e la vera Orietta Berti hanno cantato alternativamente le canzoni. |

## Ascolti
| Puntata | Diretta Rai 1    | Telespettatori | Share  |
| ------- | ---------------- | -------------- | ------ |
| 1       | 30 ottobre 2015  | 5 153 000      | 23,64% |
| 2       | 6 novembre 2015  | 5 305 000      | 24,51% |
| 3       | 11 novembre 2015 | 4 699 000      | 21,05% |
| 4       | 20 novembre 2015 | 5 975 000      | 24,52% |
| Media   | Media            | 5 283 000      | 23,43% |